# Paripiranga
Paripiranga es un municipio brasileño situado en el estado de Bahía. Tiene una población estimada, a fines de 2022, de 26 609 habitantes.

## Historia
La primera penetración portuguesa en el territorio ocurrió en el siglo XVII, cuando colonos se asentaron en el actual territorio municipal dando origen a la villa de Malhada Vermelha, cuyo nombre fue más tarde cambiado a Patrocínio do Coité.
Los Decretos Estatales 7455, del 23 de julio de 1931, y 7479, del 8 de julio del mismo año, anexaron a Paripiranga el municipio de Cícero Dantas. Dicho municipio fue restablecido por el Decreto Estatal número 8447, del 27 de mayo de 1933, quedando el municipio de Paripiranga constituido por dos distritos: Paripiranga y Adustina, cuya composición administrativa fue ratificada de acuerdo con la Ley número 62-8, de 30 de diciembre de 1953. Recientemente el distrito de Adustina ganó autonomía administrativa y fue elevado a la categoría de ciudad.

## Localización
El municipio de Paripiranga se localiza en la Zona Fisiográfica del Nordeste, quedando totalmente incluido en el Polígono das Sêcas. La sede municipal se encuentra a 100º41'02" de latitud sur y 37°51'54" de longitud oeste. 
El municipio presenta una topografía accidentada con algunas elevaciones; es bordeado por el río Vaza-barris y por otros cursos de agua de menor importancia.